# Île Besboro
L'île Besboro (en russe : Бесборо)  est une île située dans la mer de Béring en Alaska (États-Unis).
L'île a été initialement nommée Besborough Island par James Cook le 12 septembre 1778. Elle fait partie du refuge faunique national maritime d'Alaska.